# Z nami nie ma żartów (film 1974)
Z nami nie ma żartów (wł. ...altrimenti ci arrabbiamo!, hiszp. Y si no, nos enfadamos) – włosko-hiszpański film komediowy z 1974 roku w reżyserii Marcello Fondato, z udziałem Terence’a Hilla i Buda Spencera. Film doczekał się remake’u w 2022 roku pod tym samym tytułem.

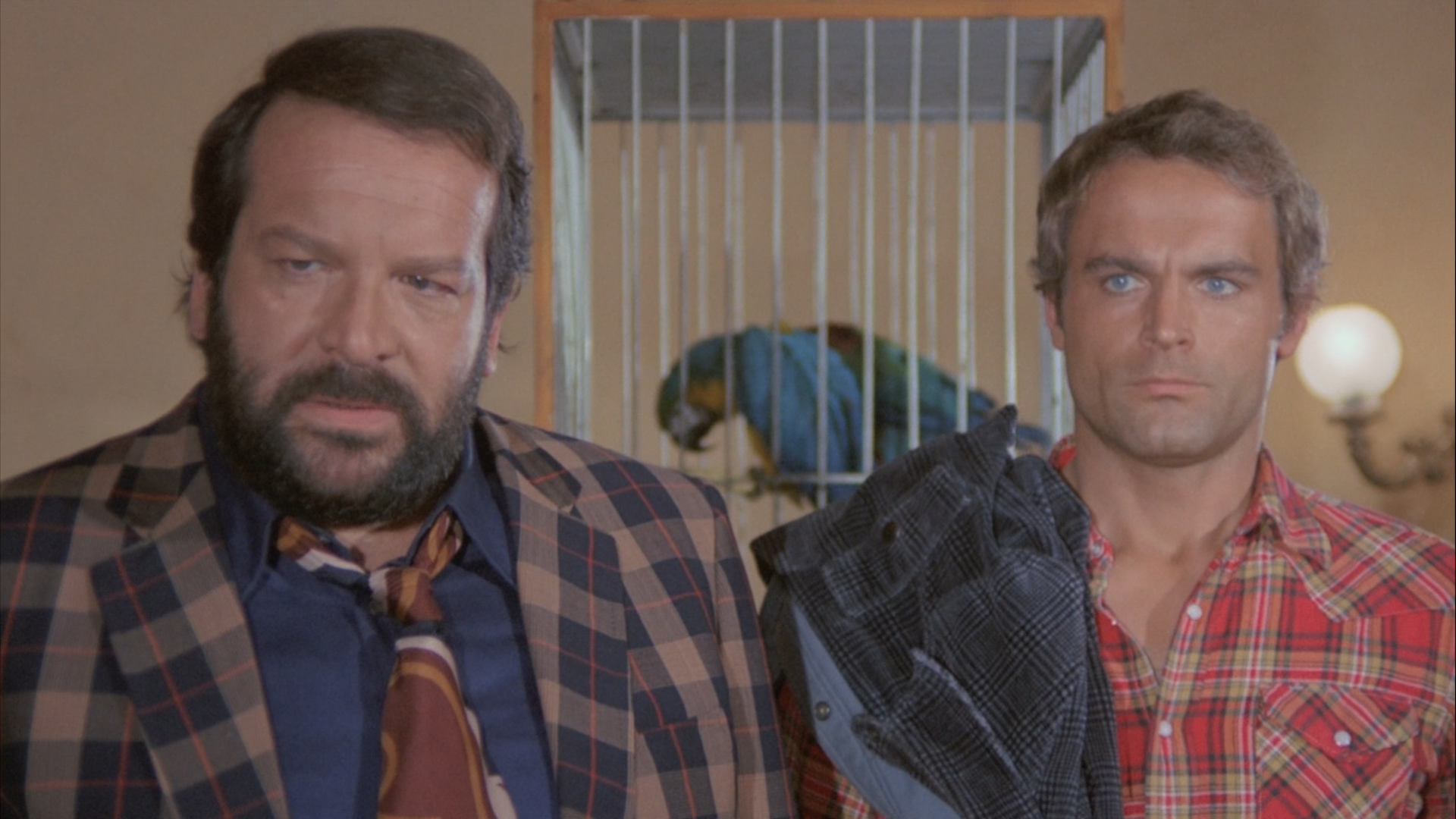
Terence Hill i Bud Spencer

## Obsada
- Terence Hill – Kid
- Pino Locchi – Kid (głos)
- Bud Spencer – Ben
- Glauco Onorato – Ben (głos)
- John Sharp – Szef
- Oreste Lionello –
  - Szef (głos),
  - Doktor (głos)
- Donald Pleasence – Doktor
- Manuel de Blas – Paganini
- Deogracias Huerta – Attila
- Michele Gammino – Attila (głos)
- Luis Barbero – Jeremias
- Patty Shepard – Liza
- Emilio Laguna – dyrygent chóru
- Antonio Guidi – dyrygent chóru (głos)
- Giancarlo Bastianoni – gimnastyk
- Rafael Albaicín – showman na targach
- Inés Morales – dziewczyna Attili
- José Santa Cruz – Lefty
- Omero Capanna – zbir na przyjęciu
- Giovanni Cianfriglia – zbir-bokser #1
- Marcello Verziera – zbir-bokser #2
- Franco Ukmar – zbir-gimnastyk #1
- Pietro Torrisi – zbir-gimnastyk #2
- Osiride Pevarello – zbir-gimnastyk #3[1][3]